# Jakub Jaworski (powstaniec styczniowy)
Jakub Jaworski (ur. 1846 w Sobolówce, zm. 20 sierpnia 1936 w Brzuchowicach) – powstaniec styczniowy.

## Życiorys
Urodził się w 1846 w Sobolówce.
Brał udział w powstaniu styczniowym 1863 walcząc w szeregach oddziału Marcin Borelowskiego ps. „Lelewel”.
Po odzyskaniu przez Polskę niepodległości (1918) w okresie II Rzeczypospolitej został awansowany do stopnia podporucznika weterana Wojska Polskiego. 8 listopada 1930 został odznaczony Krzyżem Niepodległości z Mieczami.
Zmarł 20 sierpnia 1936 w Brzuchowicach. Został pochowany w kwaterze powstańczej na Cmentarzu Łyczakowskim we Lwowie 22 sierpnia 1936.